# Château de Bassy
El castillo de la Bassy (en francés: Château de Bassy) es un château francés situado en la comuna de Saint-Médard-de-Mussidan, departamento de Dordogne en la región de Nueva Aquitania. Saint-Médard-de-Mussidan se encuentra en la zona del "Périgord blanc" a dos kilómetros al noroeste de Mussidan al sur de la ribera derecha del río Isle, en su confluencia con el río Crempse. El edificio original se dedica ahora a centro médico y de reeducación.
Los Jardines del castillo de Bassy (en francés: Jardins du Château de Bassy) son un jardín botánico y arboreto de unas 7 hectáreas de extensión de administración privada. Es visitable solamente los días de «Rendez-vous aux jardins» (primer fin de semana de junio).

## Historia
El "Château de Bassy" es un centro sanitario de 80 camas que recibe la gente que necesita atención después de una estancia en el hospital o clínica.
Está gestionado por la «UGECAM d'Aquitaine», organización de seguros de salud. 
El parque de 7 hectáreas es de libre acceso, fue diseñado alrededor del castillo de Bassy construido a partir de 1925. 
La arquitectura del castillo es una composición moderna y armoniosa de varios estilos. 
La primera vista que ofrece a quien accede desde el parque es la imponente forma de la torre cuadrada y la gran cubierta de pizarra que le da una apariencia elegante. Las fachadas están decoradas con entradas columnas adosadas, grandes ventanales con dinteles redondeados, balcones y una torre de vigilancia de la torreta. 
A pesar de que se han plantado árboles desde hace más de 200 años, el parque fue diseñado en 1920 por el arquitecto paisajista Leopold Perdoux. La familia Perdoux son unos ilustres viveristas y paisajistas. La comuna de Bergerac mantiene un jardín en el centro de la ciudad que lleva su nombre.

## Colecciones
El diseño del parque fue llevado a cabo para poner de relieve el castillo y tiene dos partes bien diferenciadas: 
- Una primera parte, en un terreno ajardinado en la tradición clásica de la segunda mitad del siglo XIX, típico de la escuela de Buller, que realza el castillo que se descubre poco a poco, avanzando por el camino. Está atravesado por un pequeño río, "La Petite Beauronne" que forma un lago y cuyo recorrido está decorado con obras de rocalla, puentes, bancos, refugio y kiosco cuyas partes visibles tienen la apariencia de troncos y ramas de árbol.

- La segunda parte está más ordenada y se presenta con alamedas rectas y un gran espacio abierto que libera la perspectiva frente al castillo terminando con la Orangerie. Este desarrollo también se destacan los tres magníficos cedros del Líbano, que cuentan con el respaldo de una alameda plantada de 4 filas de cedros azules que las tormentas del transcurso de los años han dejado reducidos a un pequeño número de especímenes. Detrás de estas imponentes árboles, espacios abiertos bordeados por alamedas que trazan un diseño en "sombrero de tres picos" que rodean un claro cubierto de hierba.

Entre los árboles notables se pueden encontrar especímenes de Cedrus libani, Cedrus atlantica, Tilia cordata, Tilia platyphyllos, Secuoya,, Celtis occidentalis, Prunus, Juniperus
Entre las plantas vivaces, Santolina chamaecyparissus, Lavandas, Geranios, Begonias, Gazanias, Tagetes, alegrías del hogar